# Fabricio Formiliano
Fabricio Orosmán Formiliano Duarte (Salto, 14 gennaio 1993) è un calciatore uruguaiano, difensore dell'Universidad de Chile.

## Caratteristiche tecniche
È un difensore centrale.

## Carriera

### Club
Cresciuto nelle giovanili del Danubio, ha esordito in prima squadra il 9 ottobre 2011 in occasione del match pareggiato 1-1 contro il Racing Montevideo.

### Nazionale
Con la nazionale Under-20 uruguaiana ha preso parte al campionato sudamericano di calcio Under-20 2013.

## Palmarès

### Club

#### Competizioni nazionali
- Supercopa Uruguaya: 1

Peñarol: 2018
- Copa Chile: 1

Universidad de Chile: 2024

### Nazionale
- Giochi panamericani: 1

Toronto 2015